# Teltower Vorstadt
Teltower Vorstadt (letteralmente: "sobborgo di Teltow") è un quartiere della città tedesca di Potsdam.